# Schiller-Denkmal (Kaliningrad)

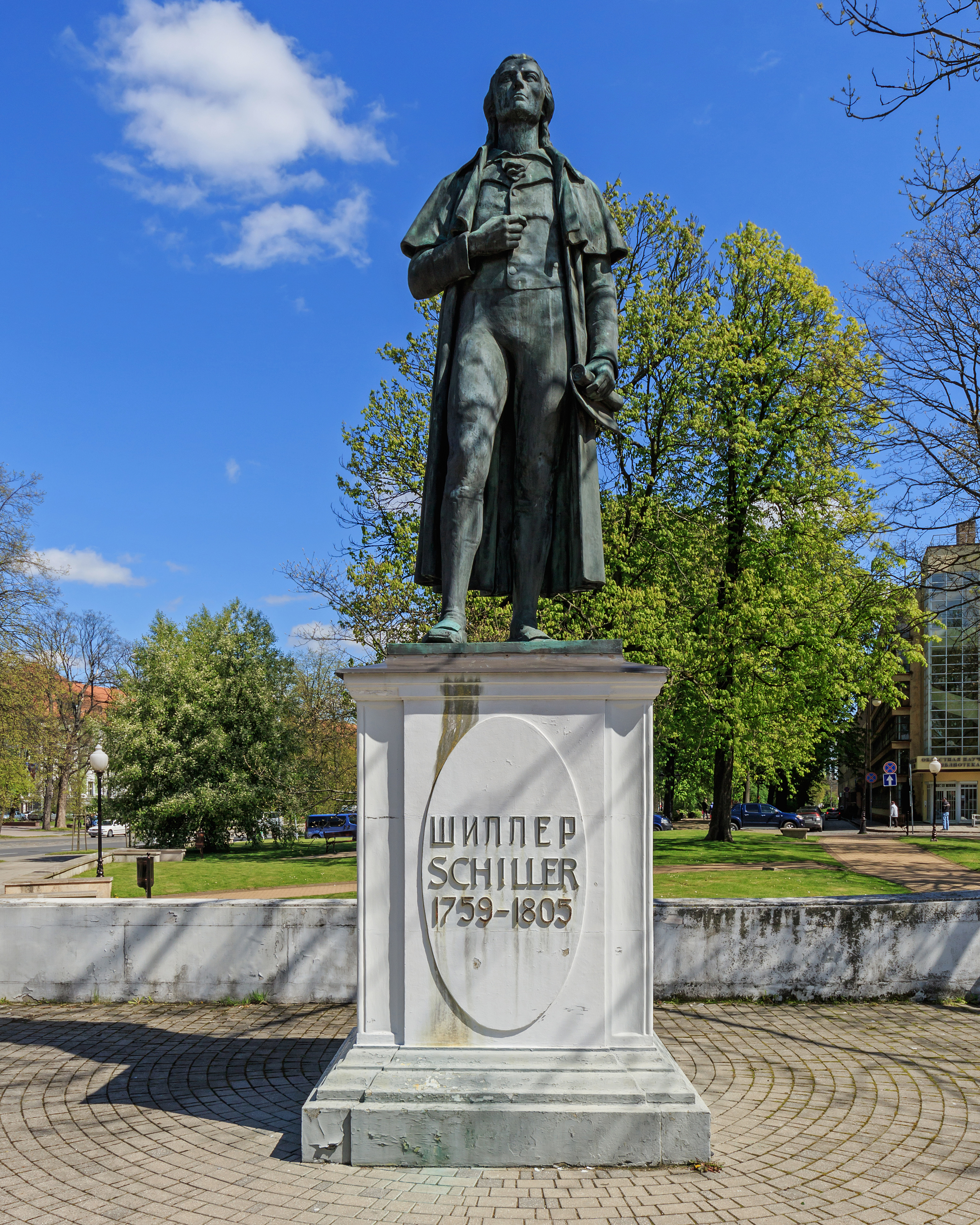
Das Schillerdenkmal 2017

Das Schiller-Denkmal ist ein Denkmal in Kaliningrad, dem früheren Königsberg, zu Ehren des Dichters Friedrich Schiller.

## Geschichte

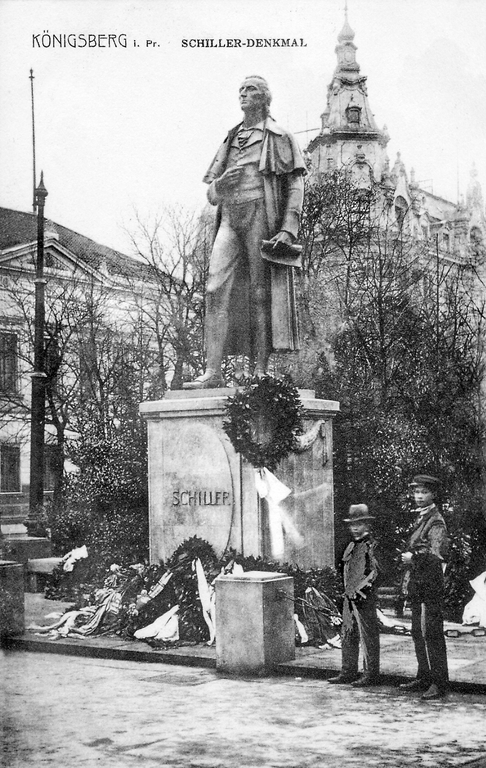
Schillerdenkmal in Königsberg. Postkarte um 1910

Das bronzene Schiller-Denkmal ist ein Werk von Stanislaus Cauer. Ein Hafenarbeiter soll Cauer für das Denkmal Modell gestanden haben. Es wurde 1910 auf dem Paradeplatz vor dem Stadttheater Königsberg enthüllt. 1936 stellte man es trotz einiger Proteste vor dem Neuen Schauspielhaus auf. Die Schlacht um Königsberg überstand es, angeblich weil ein unbekannter Rotarmist mit Kreide auf den Sockel die Worte „Nicht schießen. Denkmal der Weltkultur. Schiller“ geschrieben haben soll. Im sowjetischen Kaliningrad wurde zusätzlich zur deutschen Aufschrift der Name in kyrillischer Schreibweise sowie die Lebensdaten auf dem Sockel eingefügt. Das Denkmal steht noch heute auf seinem Platz am Prospekt Mira (russisch Проспект мира) – Allee des Friedens gegenüber dem Neuen Schauspielhaus, heute „Kaliningrader Bezirksschauspielhaus“.